# Massif forestier des Rochers-Gréau
Le massif forestier des Rochers-Gréau est un massif du sud de l'Île-de-France.

## Localisation
Le parc est situé sur la commune de Saint-Pierre-lès-Nemours à proximité de l'église et de la mairie, dans le département de Seine-et-Marne.

## Description
Propriété de la ville de Nemours. Il abrite des rochers aux formes insolites dont le plus connu est la « tortue ».